# يوليسيس صموئيل غوير
يوليسيس صموئيل غوير هو قاضي ومحامي وسياسي أمريكي، ولد في 13 ديسمبر 1868 في مقاطعة لي في الولايات المتحدة، وتوفي في 5 يونيو 1943 في بيثيسدا في الولايات المتحدة بسبب مرض. نشط حزبياً في الحزب الجمهوري. وقد انتخب عضو مجلس النواب الأمريكي ‏.